# Lambda Andromedae
λ Andromedae (Lambda Andromedae, kurz λ And) ist ein veränderlicher Stern im nördlichsten Teil des Sternbilds Andromeda, dessen scheinbare Helligkeit mit einer Periode von 54 Tagen zwischen 3,65m und 4,05m schwankt. Damit ist der gelblich schimmernde Stern für das bloße Auge recht gut wahrnehmbar. Nach Parallaxen-Messungen der Raumsonde Gaia beträgt seine Entfernung von der Erde 85 Lichtjahre.
λ And ist einer der hellsten RS-Canum-Venaticorum-Sterne, die eine Klasse der veränderlichen Sterne darstellen. Er befindet sich im Übergangsstadium vom Unterriesen zum Riesenstern und gehört der Spektralklasse G8 III-IV an. Nach einer anderen Studie ist er noch ein G8-Unterriese. Er besitzt ungefähr 1,2 Sonnenmassen, 7,8 Sonnendurchmesser und die 29-fache Sonnenleuchtkraft. Die effektive Temperatur seiner äußeren Atmosphäre beträgt etwa 4800 Kelvin.
λ And besitzt einen stellaren Begleiter, der von der Erde aus betrachtet so nahe beim Hauptstern steht, dass er in einem Teleskop nicht sichtbar ist. Dieser Begleiter kann allerdings im Spektrum der Hauptkomponente nachgewiesen werden, so dass λ And zu den spektroskopischen Doppelsternen gezählt wird. Die Umlaufszeit des Begleiters, der nur etwa 0,15 Sonnenmassen hat, um den Hauptstern beträgt 20,5212 Tage. Sein Orbit ist fast kreisförmig. Die gegenseitige gravitative Wechselwirkung der beiden Komponenten führt bei ihnen zu einer Beschleunigung der Rotation und höheren magnetischen Aktivität. An der Oberfläche von λ And befinden sich große Sternflecken, die im Rhythmus der Rotationszeit von 54 Tagen die Helligkeitsschwankungen des Sterns hervorrufen. Ungewöhnlich für λ And als Vertreter der RS-Canum-Venaticorum-Sterne ist, dass seine Rotationsperiode nicht mit der Umlaufszeit seines Begleiters synchronisiert ist. Außerdem gibt es Hinweise, dass λ And auch einen lange andauernden Aktivitätszyklus mit einer Periode von etwa 11 Jahren hat. Die mittlere Magnetfeldstärke von λ And beträgt 21 Gauß, so dass der Stern ein stärkeres Magnetfeld als die Sonne besitzt. Aufgrund seiner intensiven magnetischen Aktivität ist der Stern auch mit Radioteleskopen beobachtbar.